# Hotel Marlborough-Blenheim
El Hotel Marlborough-Blenheim fue un complejo hotelero histórico en Atlantic City, en el sureste del estado de Nueva Jersey (Estados Unidos). Fue construido entre 1902 y 1906 y demolido en octubre de 1978.

## Historia
En 1900, Josiah White III compró una parcela de tierra entre Ohio Avenue y Park Place en el Boardwalk, y construyó la Casa Marlborough al estilo Reina Ana. El hotel tuvo éxito financiero y, en 1905, decidió ampliarlo. White contrató al arquitecto de Filadelfia Will Price de Price y McLanahan para diseñar una nueva torre separada que se llamaría Blenheim. "Blenheim" se refiere al Palacio de Blenheim en Inglaterra, el hogar ancestral de Winston Churchill, nieto del séptimo duque de Marlborough.
Incendios recientes en hoteles en Atlantic City y sus alrededores, la experiencia reciente de Price en el diseño de la tienda Jacob Reed totalmente de hormigón en Filadelfia y una huelga de acero en el otoño de 1905 influyeron en la elección de hormigón armado para la torre. Se inauguró en 1906.
No fue el primer hotel de hormigón armado del mundo, ya que el pionero francés del hormigón, François Hennebique, había diseñado el Imperial Palace Hotel en Niza cinco años antes. Pero fue el edificio de hormigón armado más grande del mundo. Los temas español y morisco del hotel, rematados con su cúpula y chimeneas características, representaron un paso adelante de otros hoteles que tenían una influencia de diseño clásico.
El 14 de marzo de 1977, Reese Palley y el abogado y empresario local Martin Blatt compraron el Marlborough-Blenheim a la familia White. Tenían la intención de gastar 35 millones de dólares en renovaciones, preservar el ala Blenheim, mientras demolían el Marlborough para dar paso a un moderno hotel casino. En junio de 1977, Bally Manufacturing, el mayor productor mundial de máquinas tragamonedas, arrendó Marlborough-Blenheim a Palley and Blatt por 40 años, con una opción por 100 años más. El 17 de agosto de 1977, Bally anunció que había comprado el hotel vecino Dennis por 4 millones de dólares del First National Bank of South Jersey. El 25 de octubre de 1977, Josiah White IV, nieto del fundador de Marlborough-Blenheim, presidió el cierre del hotel y cerró la puerta principal.
Después de que Bally tomó el control de las dos propiedades, anunció planes para demoler los tres edificios del hotel: el Marlborough, el Blenheim y el Dennis, a pesar de las protestas, para dar paso al nuevo "Bally's Park Place Casino and Hotel", un casino/hotel de 83 millones de dólares diseñado por Maxwell Starkman Associates, con sede en California. El nuevo resort iba a tener una torre de hotel octogonal de 39 pisos y un enorme podio de tres niveles, que tenía un casino de 6967 m², junto con otras instalaciones de resort y convenciones. Sin embargo, en un esfuerzo por compensar los costos y abrir el casino lo antes posible, se retuvo el Dennis Hotel para que sirviera como hotel temporal para Bally's hasta que se pudiera construir una nueva torre.
Bally demolió el Marlborough con estructura de madera con la bola de demolición convencional. Para el Blenheim, la empresa contrató a Controlled Demolition, Inc. (CDI) y Winzinger Incorporated de Hainesport New Jersey, que había derribado el Hotel Traymore, para hacer implosionar la estructura. Un grupo de preservación que había buscado el estatus histórico para el edificio ganó una suspensión de la ejecución de la parte de la rotonda de Blenheim en el paseo marítimo. Se separó del resto del hotel, que se derrumbó en el otoño de 1978. Varios meses después se negó su estatus histórico, se levantó la suspensión y CDI terminó la demolición el 4 de enero de 1979. No se sabe si también vendieron el nombre Marlborough-Blenheim.
En la actualidad el Bally's Park Place ocupa el sirio del complejo del Hotel Marlborough-Blenheim.

## En la cultura
El hotel ocupa un lugar destacado en la película de Bob Rafelson de 1972 The King of Marvin Gardens, protagonizada por Jack Nicholson, Bruce Dern y Ellen Burstyn.
En la película Beaches de Garry Marshall, una joven Hillary Whitney se queda con su familia en el hotel, donde trata a una joven CC Bloom con refrescos de chocolate en el Garden Court. La escena se rodó en el Ambassador Hotel (Los Ángeles), que a su vez fue derribado en 2005.
En el programa de televisión de HBO Boardwalk Empire, el Nucky Thompson ficticio vive en el octavo piso de un Ritz-Carlton cuya arquitectura se basa en la de Marlborough-Blenheim, en lugar de la del Ritz-Carlton real en Atlantic City que tenía el Nucky Johnson real vivió en el hotel Blenheim se menciona a lo largo de la serie.